# ایل ارسلان
تاج الدین ابوالفتح ایل ارسلان بن اتسز که هنگام مرگ پدر در کنار او بود، پس از فوت علاءالدین اتسز ارادت خود را نسبت به سلطان سنجر اعلام کرد و او نیز ایل ارسلان را رسماً به عنوان جانشین اتسز و سومین پادشاه خوارزمشاهیان انتخاب کرد. ایل ارسلان در همان ابتدای حکومت دهستان و گرگان را به سرزمین‌های در اختیار خود دراورد. او بر سر تصرف بخش‌هایی از خراسان با مویدآی ابه اختلافاتی پیدا کرد و سرانجام با لشکری، به نیشابور حمله کرد ولی بدون نتیجه از این لشگرکشی به خوارزم بازگشت. او بعد از مدتی از پرداخت خراجی به قراختائیان که پدرش اتسز آن را معین کرده بود دست کشید و بدین ترتیب روابط بین خوارزمشاهیان و قراختائیان به هم خورد و در نهایت سپاه ایل ارسلان در کنار رود جیحون شکست خورد. او در این جنگ بیمار شد و سرانجام در نوزدهم رجب سال ۵۶۷ هجری قمری معادل مارس ۱۱۷۲ میلادی از دنیا رفت.
پس از مرگ ایل ارسلان بین دو پسرش علاءالدین تکش و جلال‌الدین محمود سلطانشاه برای به سلطنت رسیدن، اختلافات زیادی به وجود آمد اما در نهایت تکش به قدرت رسید و توانست جانشین پدر شود.